# Société internationale de castellologie

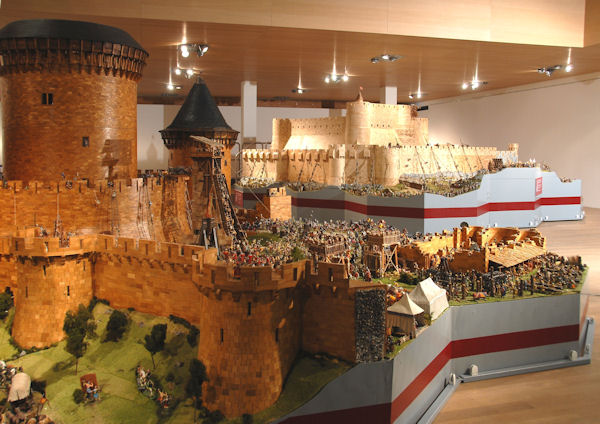
Le Donjon de Coucy et le Crac des Chevaliers, Bonn, 2009

La Société internationale de castellologie Aix-la-Chapelle (SIC) / Gesellschaft für Internationale Burgenkunde e.V. (GIB) a pour objet social l'étude et la diffusion des connaissances des châteaux forts médiévaux de l'époque carolingienne jusqu'à la fin du Moyen Âge, tant sur le plan architectural que culturel. Elle s'intéresse à tous les sites en Europe et autour de la Méditerranée et réalise des expositions publiques de maquettes ayant des valeurs scientifiques illustrant aussi bien l'aspect architectural que les des modes de vie, l’habillement et les transports de l'époque médiévale.

## Historique de la SIC
La Société internationale de castellologie a été constituée le 26 avril 1996 comme association d'intérêt général à Aix-la-Chapelle à l’initiative commune du député au Bundestag Hans Stercken et du président de la Chambre de commerce franco-allemande à Paris, M. le consul Cornel Renfert, et à l'initiative de l'architecte Bernhard Siepen, qui la préside depuis l'an 2000. C'est en 1997 qu’elle commença la réalisation de sa première maquette du donjon de Coucy, qui fut suivie de plusieurs autres jusqu'à la plus récente sur le Castel del Monte. Ces réalisations furent montrées dans diverses expositions telles que : Les Donjons français (logements et places fortes), Châteaux forts et bazars au temps des croisades avec les moyens de transports maritimes de l'époque. La SIC prépare actuellement une exposition sur les palais des Carolingiens jusqu'aux empereurs ottoniens. Elle travaille aussi à la création d’un modèle réduit du palais impérial d'Aix-la-Chapelle.

## Maquettes au 1/25e
Au centre des expositions multilingues se dressent les imposantes maquettes à l'échelle des 1/25e où s'animent quelques milliers de figurines dans les atours et gestes de l'époque, résultant de recherches historiques propres en collaboration avec les plus grands scientifiques spécialistes de chacune des périodes. Plusieurs des sites reconstitués sont inventoriés au Patrimoine Mondial de la Culture de l’UNESCO. Elles forment les escales d'un voyage au Moyen Âge entre Orient et Occident.

### Donjon de Coucy (1339)

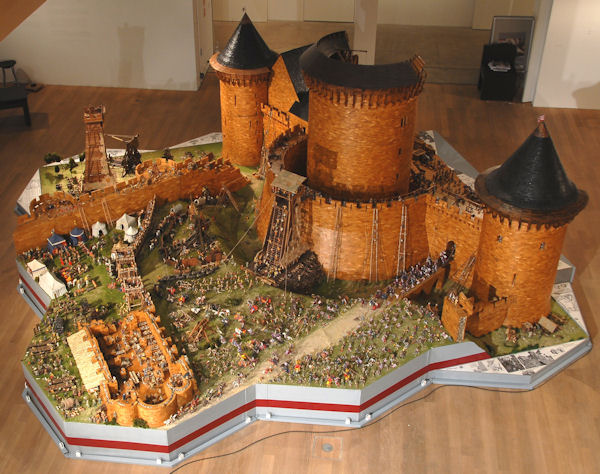
Donjon de Coucy, dimensions : 6×6 m, environ 2500 figurines

Avec ses 54 m de haut, un diamètre de 31 m et des murs épais de 7,5 m, la tour centrale du château de Coucy constituait le plus puissant donjon de l'Occident. Non loin de la célèbre cathédrale de Laon de style gothique primitif, de l'année 1223 jusqu'en 1225, Enguerrand III fit construire cette formidable tour comme manifestation de sa puissance sur la partie haute de la ville de Coucy (Picardie). Les voûtes furent démolies sous Mazarin pour rendre la tour inhabitable et la ruine, qui était toujours impressionnante, complètement dynamitée par les troupes allemandes en 1917. La maquette présente le château lors du siège de 1339, lorsque, au début de la guerre de Cent Ans, il est assiégé par les troupes anglaises qui tentent de pénétrer les murailles avec des tours d'assaut et des lance-pierres. Une coupe dans les donjons et salles du palais permet de voir les intérieurs et dispositifs des chemins de ronde et de défense. La maquette présente le donjon, une moitié du palais, une partie du cœur de la forteresse et sa partie avancée. Une association française milite pour la reconstruction du donjon comme monument symbole de la réconciliation franco-allemande et de la construction européenne : l'ARDOCC (Association pour la reconstruction du donjon de Coucy.)

Sources : Plans et dessins de Viollet-le-Duc et photos d'archives du XIXe siècle.

### Tournoi de chevalerie française (XIVesiècle)

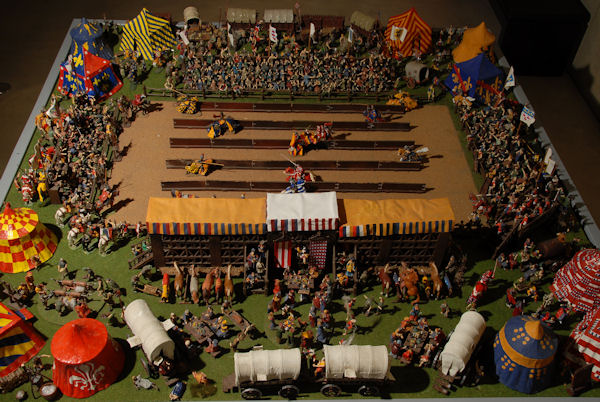
Tournoi de chevalerie française, dimensions : 2×2 m, environ 700 figurines

Sous les étendards et écussons colorés de la haute noblesse française, c'est le spectacle des loisirs des cours seigneuriales dans la France du XIVe siècle qui s'offre aux yeux du spectateur. Le personnage central est ici aussi le seigneur de Coucy, entouré de sa cour, qui a convié pour les réjouissances de son tournoi des princes et chevaliers.

### Bazar d'Alep (XVIesiècle)

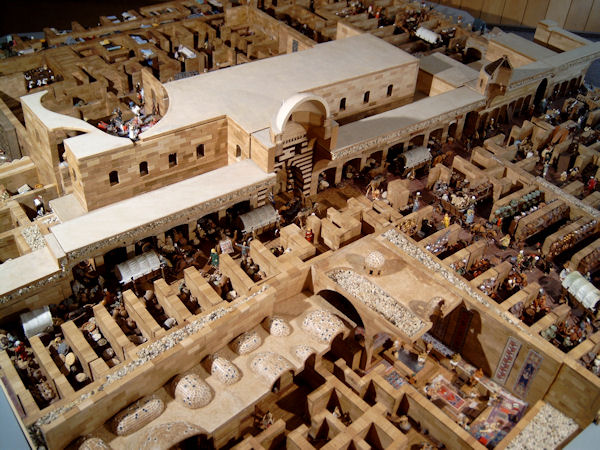
Bazar d'Alep, dimensions : 4×4 m, environ 750 figurines

Alep, en Syrie, est une des plus anciennes cités du monde et abrite, en contrebas de la célèbre citadelle, à proximité immédiate de la mosquée du vendredi, le plus grand des bazars du monde, aujourd'hui encore en activité. C'est le point de rencontre des routes de l'encens partant d'Arabie avec celle de la soie venant de Chine.
La maquette restitue un périmètre de 80 m × 80 m du bazar à l'époque de la domination ottomane. On y voit, cernés d’étroites venelles du Souk, dans lesquelles le bazar s'active, un caravansérail et un bain double surmonté de coupoles (hammam) des premiers temps de l'occupation turque.

Sources: cadastre de l'administration française de l'époque du mandat international et arpentage du site par un bureau d'architectes syriens.

### Crac des Chevaliers (1271)

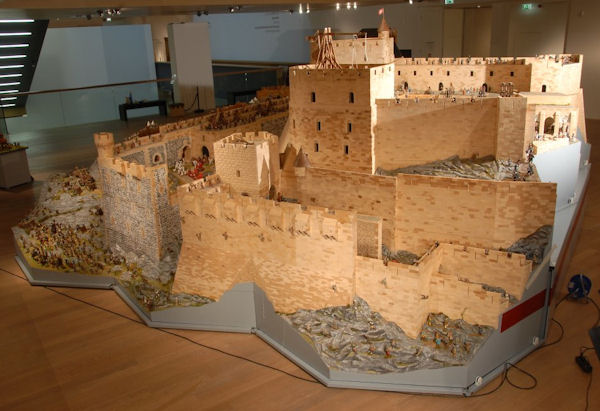
Le Crac, dimensions: 6×6 m, environ 2000 figurines

Sur les contreforts du Djebel el-Ansarieh au sud de la Syrie, domine à 650 m d'altitude le très impressionnant et bien préservé château fort des pères croisés. Le Crac des Chevaliers, séparé de la falaise sud par un large fossé, domine toujours la vallée de ses deux cercles d'épaisses murailles. Conquis en 1142 par l'ordre de Saint-Jean de Jérusalem, le site fut érigé, en partant du petit fort existant, par des fortifications successives durant plusieurs décennies jusqu'à atteindre l'édifice actuel. Des secousses sismiques interrompirent la construction de 1156 à 1202 et firent des dégâts. Le sultan Saladin et ses successeurs firent le siège de la forteresse à plusieurs reprises sans succès. Après une première tentative infructueuse en 1267, le sultan mamelouk Babar attaque à nouveau. Avec de puissants engins de siège et des poseurs de mines, il put détruire une tour et persuada l'occupant de lui céder les lieux contre un sauf-conduit.

La maquette montre la dernière phase de l'assaut, peu avant l'effondrement de la tour sud-ouest de l'enceinte extérieure par suite du minage. Pendant que l'assaillant musulman et les chevaliers croisés tiennent leurs postes, les pèlerins et la population locale se pressent pour se réfugier dans l'enceinte centrale. Le spectateur peut voir dans la partie arrière de la maquette au travers d'une coupe, le centre du château fort avec son dortoir pouvant contenir 2 000 hommes, le vestibule, la salle des chevaliers et les cuisines.

Sources : mesures des bâtiments par tachymétrie

### Catapultes arabes (XIIIesiècle)

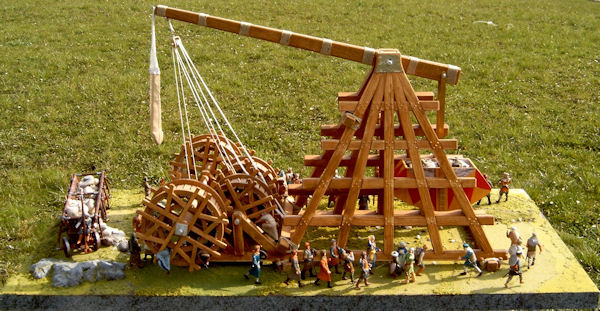
Bazar d'Alep, dimensions : 1×0,6 m, environ 50 figurines

Ce modèle de trébuchet géant semble avoir été développé dans le monde arabe durant les croisades au XIIe siècle. Les innovations portent sur le long fléau, la roue à cliquet et les utilisations de moufles et d'appareils de mesure d'angle. L'une des maquettes montre le montage du lanceur, l'autre l'engin en action
.

### Bateaux croisés au port de Saint-Jean-d'Acre (1270)

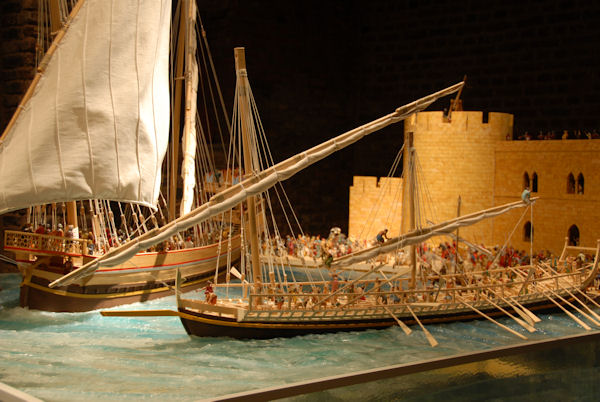
Port de Saint-Jean-d'Acre, dimensions : 3×2 m, environ 600 figurines

En 1104, située sur une presqu'île, protégée des incursions terrestres par une double muraille, Acre devint le plus important port en terre sainte, servant d'accès à la capitale du royaume Jérusalem ainsi que le siège principal de tous les ordres chevaleresques. Le sultan d'Égypte fit la conquête du dernier des grands bastions du Levant en 1291. La maquette présente une scène du port devant le palais de la Chaîne, dans le bassin central, vers le milieu du XIIIe siècle avec un bâtiment de la flotte de saint Louis en partance avec 250 pèlerins à bord. En même temps, un bateau de transport de chevaux de son frère Charles d'Anjou, agencé comme une galère tarida pour 108 rameurs, vient de décharger sa cargaison sur le quai.

Documents d'origine : arrière-plan du site d'après Petrus Vesconte et Marino Sanudo; les bateaux d'après les plans de construction au contrat de commande de Louis IX et de Charles d’Anjou et les savoir-faire traditionnels (partisoni).

### Castel del Monte (1240)

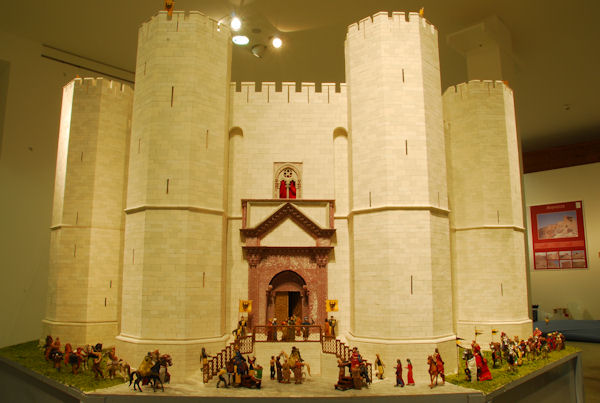
Castel del Monte, dimensions : 3×3 m, environ 400 figurines

Sur un relief de 540 m, s'élève le célèbre château à huit coins d'angles de l'empereur Frédéric II. À chacun des coins est accolée une tour également de huit pans. Il semble que la construction ne fut jamais achevée. Sa fonction reste encore aujourd'hui une énigme : édifice guerrier, pavillon de chasse ou bâtiment sacré ?
La maquette s'intéresse à une des hypothèses : avec des créneaux à meurtrières sur les tours surélevées, le château donne l'image vue du lointain d'une couronne posée sur sa colline. Par une coupe transversale sur la partie arrière, on peut voir les espaces intérieurs et la cour. Les scènes relatent plusieurs instants de la vie de l'empereur Frédéric II : recevant des ambassadeurs, avec ses fauconneries et avec des érudits.

Sources : plans établis d'après l'édifice par M. Wulf Schirmer de Karlsruhe

## Expositions
Depuis 1998, les expositions de la SIC/GIB ont été vues par plus d'un million de personnes dans différents musées d'Europe et d'Amérique. Parmi ceux-ci :
| Lieu                  | Musée                                                                               | Année     | Dénomination                                                                      |
| Bonn                  | LVR-LandesMuseum Bonn                                                               | 2009      | Châteaux forts au 1/25e : le Moyen Âge en maquettes                               |
| Washington            | The National Geographic Museum                                                      | 2006      | Les Châteaux des Croisades, en modèles réduits                                    |
| Omaha (Nebraska)      | Joslyn Art Museum                                                                   | 2006      | Les Donjons français : Château de Coucy – La vie au Moyen Âge en modèle réduit    |
| Francfort-sur-le-Main | Archäologisches Museum                                                              | 2005/2006 | Châteaux forts et bazars au temps des Croisades                                   |
| Sully-sur-Loire       | Château de Sully-sur-Loire                                                          | 2005      | Au temps des donjons                                                              |
| Solingen / Wuppertal  | Schloß Burg                                                                         | 2005      | Le Donjon de Coucy                                                                |
| Düsseldorf            | Maison des Architectes                                                              | 2004/05   | D'Alep à Coucy : Aleppo – de l’Orient à l'Occident                                |
| Kulmbach              | Plassenburg                                                                         | 2004      | Donjons français                                                                  |
| Francfort-sur-le-Main | Musée d'archéologie                                                                 | 2003      | Gratte-ciel du Moyen Âge                                                          |
| Mönchengladbach       | Schloss Rheydt                                                                      | 2002      | Coucy 1225                                                                        |
| Erfurt                | Runneburg                                                                           | 2001      | Châteaux forts de France                                                          |
| Washington            | The National Geographic Museum                                                      | 2001      | Le Donjon français : Château de Coucy                                             |
| Dresde                | Burg Kriebstein                                                                     | 2000      | Les Donjons français – Tours d’habitation et tours de guerre du XIe au XVe siècle |
| Cobourg               | Veste Coburg                                                                        | 2000      | Édifices d'apparat, pour tenir bon; les donjons français                          |
| Meissen               | Albrechtsburg                                                                       | 2000      | Les Donjons français, tours d'habitation et de guerre du XIe au XVe siècle        |
| Soissons              | Musée de Soissons : Église abbatiale Saint-Léger                                    | 1999      | Château de Coucy, Image et mémoire                                                |
| Strasbourg            | Hôtel du Département, siège du conseil général du Bas-Rhin                          | 1999      | Les Donjons français                                                              |
| Loches                | Château de Loches                                                                   | 1998      | Les Donjons de l’Ouest de la France                                               |
| Aix-la-Chapelle       | Hall d'entrée de la Caisse d'épargne de la place de la Cathédrale à Aix-la-Chapelle | 1998      | Donjons français                                                                  |

## Activités de la SIC par rubriques
- Réalisation de maquettes de châteaux forts à l'échelle des 1/25e
- Modelage et décoration de figurines à l'échelle 1/25e pour la restitution des modes de vie authentiques de l'époque médiévale d'après les archives historiques et les miniatures de l'époque.
- Organisation de spectacles multimédia, projection de diapositives, séminaires et conférences[3]
- Présentation de sites médiévaux significatifs à l'aide de maquettes, dessins et panneaux.
- Excursions et voyages d'étude vers les sites représentatifs et les expositions.
- Animation des recherches scientifiques et des réalisations techniques.
- Préparation de matériels pédagogiques pour les profanes de l'architecture en collaboration avec les services culturels urbains (musées, écoles, universités)
- Accompagnement des préparations des expositions par des conseils scientifiques[4].

## Publications
- Exposition Donjons français, par Bernhard Siepen, Aix-la-Chapelle 2002,  (ISBN 3-00-007776-6) (catalogue des expositions en quatre langues).
- Wohntürme, de M. Heinz Müller, Langenweißbach 2002,  (ISBN 3-930036-76-2) [5]
- Île-de-France gothique – 2 – Les Demeures seigneuriales, par Jean Mesqui, Paris 1988,  (ISBN 2-7084-0374-5)
- Châteaux et enceintes de la France médiévale – de la défense à la résidence, par Jean Mesqui,

livre 1, Paris 1991,  (ISBN 2-7084-0419-9)

livre 2, Paris 1993,  (ISBN 2-7084-0444-X)
- Jean Mesqui : Châteaux forts et fortifications en France. Paris 1997,  (ISBN 2-08-012271-1).
- Jean Mesqui : Deux donjons construits autour de l'an mil en Touraine - Langeais et Loches. Paris, 1998.
- Jean Mesqui : Châteaux d'Orient, Paris 2001,  (ISBN 2-85025-788-5)
- Charles-Laurent Salch : Dictionnaire des châteaux et des Fortifications du Moyen Âge en France. Strasbourg, 1979
- Les Programmes résidentiels du château de Coucy du XIIIe au XVIe siècle, par Jean Mesqui, Paris 1994, extrait du Congrès de l’Aisne méridionale (Société française d'archéologie)
- André Châtelain : Donjons romans des pays d'ouest. Étude comparative sur les donjons romans quadrangulaires de la France de l'Ouest. A. et J. Picard, Paris 1973.
- Burgen und Basare der Kreuzfahrerzeit, de Hans Altmann et Bernhard Siepen, Fulda 2005,  (ISBN 3-86568-046-1) (guide de l'exposition)
- Spuren der Kreuzfahrer – Modèle, de Bernhard Siepen et Ulrich Alertz, Aix-la-Chapelle 2009,  (ISBN 978-3-927535213)
- Damaskus – Aleppo – 5000 Jahre Stadtentwicklung in Syrien, de Mammoun Fansa, Heinz Gaube, Jens Windelberg, Mayence 2000,  (ISBN 3-8053-2694-7)
- Castel del Monte – Forschungsergebnisse der Jahre 1990 bis 1996, de Wulf Schirmer, Mayence 2000,  (ISBN 3-8053-2657-2)
- Wissenschaft und Technik im Islam, Einführung in die Geschichte der arabisch-islamischen Wissenschaften, de Fuat Sezgin, Francfort-sur-le-Main, 2003,  (ISBN 3-8298-0072-X)

## Autres témoignages
1. ↑  Sources : Description et dessins de Al-Zardkas en 1375 (musée Topkapi Sarayi, à Istanbul)
2. ↑  Washington Post du 18.08.2006: Crusades: Storming the Castle

Washington Times du 16.07.2006 : Secrets of medieval Castles

Frankfurter Allgemeine Zeitung du 28.01.2003 : Die Geburt der Wissenschaft aus der Anschaulichkeit

El Informador, Sección Artes, du 19.03.2001 : Coucy, Un castillo que cruzó los mares

L'Aisne nouvelle du 02.09.1999 : Le château de Coucy dans tous ses états

Pour d'autres articles voir http://burgenkunde.de/public/index_publik_ger.htm (Presse), http://burgenkunde.de
/main/main_fernseh.htm (TV)
3. ↑  Dans le cadre de l'exposition « Les donjons français » au musée de Soissons, s'est tenue à Soissons et Coucy la Journée de la Fédération des Sociétés d’histoire et d’archéologie de l’Aisne sous la présidence de M. Jean Mesqui en qualité de président de la Société française d’archéologie et de M. Bernhard Siepen.
Dans le cadre de l'exposition Châteaux forts et Bazars au temps des croisades à Francfort-sur-le-Main du 27. au 29.01.2006 a eu lieu au Marksburg un symposium entre l'Union des châteaux forts allemands, l'Institut des châteaux forts européens et la SIC sur le thème : Châteaux forts et cités de l'Est méditerranéen/Castles and Towns of the Eastern Mediterranean / Burgen und Städte der Kreuzfahrerzeit im Vorderen Orient statt.
4. ↑  L'exposition Donjons français s'appuie sur le travail de 10 années portant sur 130 donjons de MM. Bernhard Siepen et Sibert von Lovenberg.
L'exposition Châteaux forts et Bazars au temps des croisades a été accompagnée par un conseil scientifique de 17 membres: chercheurs en architecture médiévale, historiens et architectes.
5. ↑  Colloque du 28 au 30.09.2001 sous l'égide de l'Union des châteaux forts allemands sur le thème Tours d'habitation avec intervention de Bernhard Siepen sur La Diversité des structures de base des donjons français aux pages 149 – 158, et aux pages171 – 174.